# فو فایترز
فو فایترز (به انگلیسی: Foo Fighters) از گروه‌های بسیار موفق سبک راک به لحاظ موفقیت آلبوم‌های این گروه و فروش جهانی آثار در دنیا و اخذ ۱۱ جایزه گرمی در موسیقی راک است.
مبدأ این گروه در سال ۱۹۹۵ و شهر سیتل است. رهبر گروه دیو گرول (که سابقاً عضو گروه نیروانا بود) است.
این گروه اول بار با آهنگ آچار میمونی در یوتیوب آمریکا و صحنه موسیقی راک مطرح گشت. همین آهنگ اولین جایزه گرمی گروه را برایشان به ارمغان آورد. آهنگ آموزش پرواز در یوتیوب سال ۲۰۰۶ نیز سومین جایزه گرمی را نصیب این گروه آمریکایی کرد.

## آلبوم‌ها
| تاریخ انتشار | عنوان                                 |
| ------------ | ------------------------------------- |
| ۱۹۹۵         | فو فایترز                             |
| ۱۹۹۷         | رنگ و طرح                             |
| ۱۹۹۹         | چیزی برای از دست دادن باقی نمانده است |
| ۲۰۰۲         | یکی یکی                               |
| ۲۰۰۵         | به افتخار تو                          |
| ۲۰۰۷         | اکوها، سکوت، صبر و زیبایی             |
| ۲۰۱۱         | روشنایی بیهوده                        |
| ۲۰۱۴         | بزرگراه سونیک                         |